# Бернский диалект
Бе́рнский диале́кт (самоназв. Bärndütsch, нем. Berndeutsch) — диалект немецкого языка, один из швейцарских диалектов (верхне)алеманнского ареала. Распространён в швейцарском кантоне Берн.
Чётких границ бернского диалекта не существует, однако в швейцарской диалектологии принято приблизительно принимать за границы диалекта границы кантона, несмотря на то что реальные границы диалекта с ними не совпадают. Диалекты, которые распространены на северо-востоке Фрибура, в южной части Золотурна и на юго-западе Аргау, идентичны бернскому. В Бернском Оберланде в ходу верхнебернский диалект, в котором прослеживаются отчётливые отличия от собственно бернского. В регионе Бернская Юра распространён французский язык, в Биле — и бернский, и французский.